# Alopecurus longearistatus
Alopecurus longearistatus là một loài thực vật có hoa trong họ Hòa thảo. Loài này được Maxim. mô tả khoa học đầu tiên năm 1859.